# Groupe Monsun

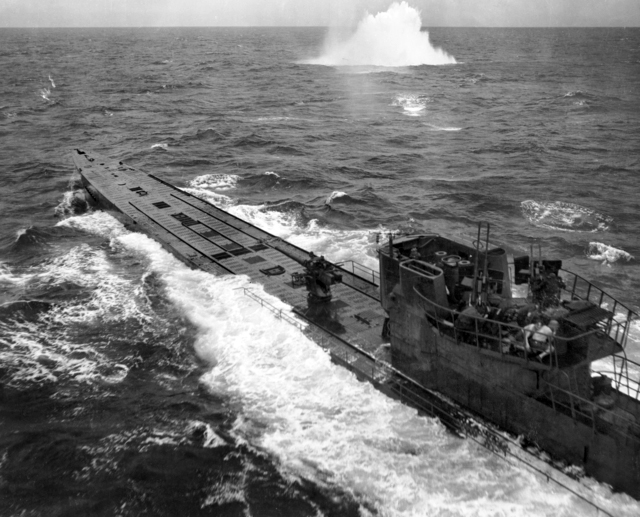
L'U-848 s'apprêtait à rejoindre le groupe Monsun lorsqu'il est photographié par un avion américain attaquant. Il est coulé peu après corps et biens (5 novembre 1943).

Le Groupe Monsun (Gruppe Monsun en allemand ou Monsoon Group en anglais) est une force opérationnelle de type Rudeltaktik (meute de loups) composée de sous-marins allemands ayant opéré dans les océans Pacifique et Indien pendant la Seconde Guerre mondiale. Après 1944, les submersibles du Gruppe Monsun ont été placés sous l'autorité du commandement des U-Boote du Sud-est asiatique.
L'océan Indien était le seul théâtre de guerre où les forces allemandes et japonaises ont combattu de manière coordonnée. Afin d'éviter des incidents entre Allemands et Japonais, les attaques sur tout type de sous-marins étaient strictement interdites. Au total, 41 sous-marins de tous types, dont des transports, ont été déployés dans cette zone ; un grand nombre d'entre eux ont toutefois été perdus et seul quelques-uns sont parvenus à rentrer en Europe,.

## Routes commerciales de l'océan Indien
L'océan Indien était considéré comme d'importance stratégique, avec l'Inde et les routes de navigation et les matières premières stratégiques dont les Britanniques avaient besoin pour l'effort de guerre Dans les premières années de la guerre, des navires marchands armés et des cuirassés de poche allemands avaient coulé un certain nombre de navires de commerce dans l'océan Indien. Cependant, au fur et à mesure de la progression de la guerre, il devenait de plus en plus difficile pour eux d'opérer dans la région, et en 1942, la plupart d'entre eux étaient soit coulés ou dispersés. Dès 1941, un déploiement des sous-marins dans cette région est envisagé, mais en raison du succès des premières et secondes période des « temps heureux » allemands, l'envoi de submersibles dans l’océan Indien s'est avéré inutile. Il n’existait pas non plus de bases étrangères dans lesquelles ces unités pourraient opérer et être réapprovisionnées ; celles-ci auraient donc opéré à la limite de leur rayon d'action. En conséquence, les Allemands se sont principalement concentrés sur leur campagne sous-marine dans l'Atlantique Nord.
L'entrée du Japon dans la guerre en 1941 entraîne la capture de colonies européennes du Sud-Est asiatique telles que la Malaisie britannique et les Indes orientales néerlandaises. En mai et juin 1942, des sous-marins japonais ont commencé à opérer dans l'océan Indien et ont engagé des forces britanniques à Madagascar. Les Britanniques avaient envahi l'île contrôlée par la France vichyste afin d'empêcher qu'elle ne tombe sous les ambitions de l’Allemagne ou entre les mains des Japonais - cependant, le Japon n'a jamais émis le souhait (d'après les évaluations d'après-guerre) d'ajouter Madagascar dans sa propre sphère d'influence.

## Matières premières stratégiques pour l'Axe

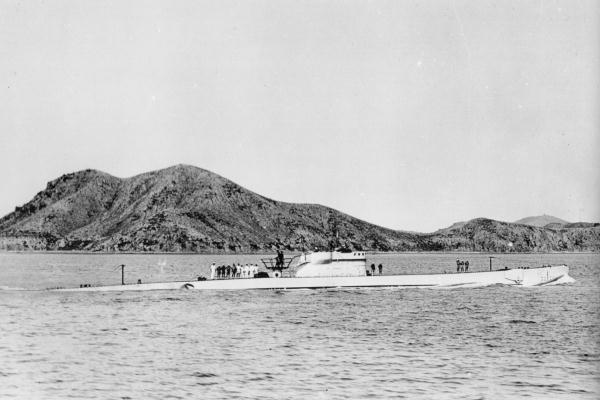
LUIT-24 (l'ancien sous-marin italien Comandante Cappellini au Japon en 1944.

L’invasion allemande de l'Union soviétique en 1941 a mis fin à l’utilisation de routes terrestres réservées au transport de matériaux stratégiques en provenance d’Asie du Sud-Est, et peu de navires de l’Axe ont été en mesure d’éviter les patrouilles alliées de l’Atlantique Nord. Le Japon souhaitait échanger des technologies militaires avec l'Allemagne. Le sous-marin japonais I-30 fut le premier sous-marin à transporter des matériaux stratégiques au milieu de 1942 en livrant 1 500 kg de mica et 660 kg de gomme-laque,. Les sous-marins japonais conçus pour les grandes distances du Pacifique étaient des moyens de transport plus performants que les sous-marins allemands compacts conçus pour les opérations en Europe côtière ; mais les grands sous-marins italiens s'étaient révélés inefficaces pour les attaques de convois. La marine royale italienne transforma ainsi sept sous-marins italiens opérant de depuis la base sous-marine de Bordeaux en sous-marins de transport afin d'échanger des marchandises convoités avec le Japon. Il s'agit des Bagnolin, Barbarigo, Cappellini (renommé Aquilla III en mai 1943), Finzi, Giuliani, Tazzoli et Torelli.

## Opérations conjointes dans l'océan Indien

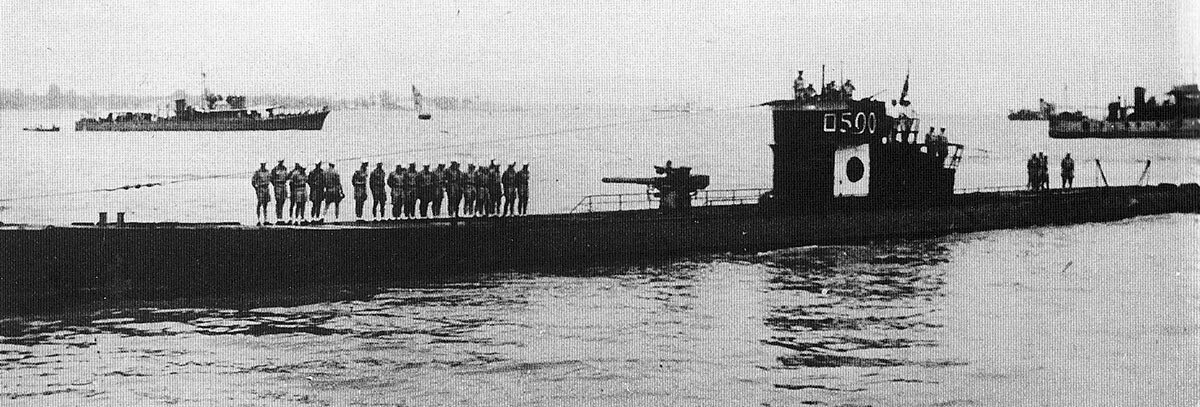
L'ancien U-511 sous pavillon japonais renommé IJN RO-500.

L'idée de stationner des sous-marins en Malaisie et dans les Indes orientales pour des opérations dans l'océan Indien a été proposée pour la première fois par les Japonais en décembre 1942. Comme aucun ravitaillement n'était disponible à cet endroit, l'idée a été rejetée, bien qu'un certain nombre des submersibles opéraient à l'époque autour du cap de Bonne-Espérance. Quelques jours après l'arrivée du Cappellini dans les Indes orientales, l'U-511 est le premier sous-marin allemand à rejoindre l'Asie. Ce bateau transportait l'attaché de la marine japonaise, l'amiral Naokuni Nomura de Berlin à Kure. Le bateau a été donné au Japon sous le nom de RO-500 ; son équipage allemand est transféré à Penang pour fournir du personnel de remplacement à la base principale de sous-marins établie dans une ancienne station d'hydravions britannique sur la côte ouest de la péninsule malaise. Une deuxième base a été établie à Kobe ; de petites bases de réparation étaient également situées à Singapour, Jakarta et Surabaya. Dans le cadre de la dispersion des opérations de sous-marins à la suite de lourdes pertes dans l’Atlantique Nord à la mi-1943, Wilhelm Dommes reçut l’ordre de faire naviguer son U-178 depuis sa zone d’opération au large de l’Afrique du Sud pour prendre le commandement à Penang.

### Premières patrouilles sous-marines vers Penang
- L'I-30 prend la mer le 22 août 1942 avec à son bord des torpilles allemandes, un ordinateur de données de torpilles, d'un radar de recherche, un Metox, un groupe d'hydrophones, 50 machines Enigma et 240 charges de contre-mesures de sonar Bolde. Il heurte une mine et coule au large de Singapour le 13 octobre 1942[5]
- Le Tazzoli prend la mer avec une cargaison de fret le 21 mai 1943 et est coulé par un avion dans le golfe de Gascogne[12]
- Le Barbarigo prend la mer avec une cargaison de fret le 17 juin 1943 et est coulé par un avion dans le golfe de Gascogne
- Le Comandante Cappellini prend la mer avec une cargaison de fret le 11 mai 1943 avec à son bord 160 tonnes de mercure, aluminium, acier à souder, plusieurs canons de 20 mm, des munitions, prototypes et viseurs de bombe, et plans de chars. Le submersible atteint Singapour le 13 juillet 1943
- L'U-511 prend la mer le 10 mai 1943 et coule le Liberty ship américain Samuel Heintzelman avant d'arriver à Penang le 17 juillet 1943[10]
- Le Giuliani prend la mer avec une cargaison de fret le 16 mai 1943 et atteint Singapour le 1er août 1943
- L'U-178 prend la mer le 28 mars 1943 et coule le cargo néerlandais Salabangka, le cargo norvégien Breiviken, le cargo britannique City of Canton, le Liberty ship américain Robert Bacon et les cargos grecs Michael Livanos et Mary Livanos avant d’atteindre Penang le 27 août 1943[13]
- Le Torelli prend la mer avec une cargaison de fret le 18 juin 1943 et atteint Penang le 27 août 1943

## Première vague des sous-marins duMonsun Gruppe
Une fois la base installée, douze sous-marins ont été affectés au Monsun Gruppe et chargés de rejoindre Penang, tout en patrouillant le long des routes commerciales alliées pendant toute la durée de leur voyage.
L'ouverture de la campagne sous-marine dans l'océan Indien coïncide avec la saison de la mousson, nom qui fut donné groupe,. Pendant le déroulement de l'opération, l'armistice italien fut signé avec les alliés. Le sous-marin italien Ammiraglio Cagni rejoignit ainsi Durban, en Afrique du Sud, au lieu rejoindre Penang. Les sous-marins cargo italiens convertis ont été capturés par la Kriegsmarine, puis renumérotés avec les préfixes « UIT ».
- L'U-200 prend la mer le 11 juin 1943 et est coulé au large de l'Islande par un PBY Catalina le 24 juin[12]
- L'U-514 prend la mer le 3 juillet 1943 et est coulé par un B-24 Liberator du 224e escadron de la RAF dans le golfe de Gascogne le 8 juillet[14]
- L'U-506 prend la mer le 6 juillet 1943 et est coulé par un B-24 Liberator du 1er escadron de l'ASAAF dans le golfe de Gascogne le 12 juillet[15]
- L'U-509 prend la mer le 3 juillet 1943 et est coulé par un avion de l'USS Santee le 15 juillet[16]
- L'U-516 prend la mer le 8 juillet 1943 mais rentre en France le 23 août après avoir transféré son carburant sur d'autres navires, leur permettant de continuer le voyage après le naufrage de leur pétrolier[13]
- L'U-847 prend la mer le 29 juillet 1943 mais est endommagé par la glace dans le détroit du Danemark. Détourné pour ravitailler en carburant des navires dans l'Atlantique Nord, il est coulé par un avion de l'USS Card le 27 août[17]
- L'Ammiraglio Cagni prend la mer au début de juillet 1943 mais se rend après l'armistice italien entré en vigueur le 8 septembre 1943
- L'U-533 prend la mer le 6 juillet 1943 et est coulé par un Bristol Blenheim du 244e escadron dans le golfe d'Oman le 16 octobre
- L'U-183 prend la mer le 3 juillet 1943 et atteint Penang le 27 octobre. Il est coulé deux ans plus tard en mer de Java par l'USS Besugo
- L'U-188 prend la mer le 30 juin 1943 et coule le Liberty ship américain Cornelia P. Spencer avant d'arriver à Penang le 31 octobre
- L'U-532 prend la mer le 3 juillet 1943 et coule un cargo norvégien, un indien et deux britanniques avant d'arriver à Penang le 31 octobre
- L'U-168 prend la mer le 3 juillet 1943 et coule le cargo britannique Haiching avant d'arriver à Penang le 11 novembre

Une deuxième vague de sous-marins du Monsun Gruppe a été envoyée d'Europe pour compenser les pertes en transit.
- L'U-219 mène une mission de mouillage de mines le 22 octobre 1943 mais rentre en France le 1er janvier 1944 après avoir ravitaillé plusieurs navires dans l'Atlantique Nord[18]
- L'U-848 prend la mer le 18 septembre 1943 et coule le cargo britannique Baron Semple avant d'être coulé par des PB4Y Liberator dans l'Atlantique Sud le 5 novembre[19]
- L'U-849 prend la mer le 2 octobre 1943 et est coulé par un PB4Y Liberator dans l'Atlantique Sud le 25 novembre
- L'U-850 prend la mer le 18 novembre 1943 et est coulé par un avion de l'USS Bogue le 20 décembre
- L'U-510 prend la mer le 3 novembre 1943 et coule le pétrolier britannique San Alvaro, le norvégien Erling Brøvig, les cargos américain E.G.Seubert et John A. Poor, le norvégien Tarifa et le mouilleur de mines britannique Maaløy avant d'atteindre Penang le 5 mai 1944[13]

## Derniers départs d'Europe
Les sous-marins qui tentent d’atteindre l’Europe depuis Penang sont abondamment traqués par les bombardiers dans le golfe de Gascogne, les patrouilles aériennes le long des côtes Atlantiques et autour du cap de Bonne-Espérance, sans compter les sous-marins alliés menant d'intenses patrouilles autour de Penang avec l’aide d'informations d'arrivée et de départ décryptées par la radiographie alliée.
- L'I-8 prend la mer le 5 septembre 1943 avec une cargaison de canons antiaériens, torpilles et moteurs d'avion, ainsi que dix techniciens allemands. Il atteint Singapour le 5 décembre 1943[12]
- L'U-177 prend la mer le 2 janvier 1944 et est coulé par un PB4Y Liberator dans l'Atlantique Sud le 6 février 1944[20]
- Le Bagnolini prend la mer dans une configuration cargo sous le nom UIT-22 le 26 janvier 1944 et est coulé au large du cap de Bonne-Espérance par des Catalina du 262e escadron le 11 mars[21]
- L'U-801 prend la mer le 26 février 1944 et est coulé par un avion de l'USS Block Island le 16 mars[19]
- L'U-1059 prend la mer le 12 février 1944 avec à son bord une cargaison de torpilles et est coulé par un avion de l'USS Block Island le 19 mars[22]
- L'U-851 prend la mer le 26 février 1944 avec à son bord une cargaison de mercure et 500 batteries de sous-marins avant de disparaître en mars 1944
- L'U-852 prend la mer le 18 janvier 1944 et coule le cargo grec Peleus et le britannique Dahomian, avant d'être coulé à son tour en mer d'Arabie par un Vickers Wellington de la RAF le 3 avril
- L'U-1062 prend la mer le 3 janvier 1944 avec à son bord une cargaison de torpilles et atteint Penang le 19 avril
- L'U-1224 prend la mer en avril 1944 sous le nom japonais de RO-501 et est coulé dans l'océan Atlantique par l'USS Francis M. Robinson le 13 mai 1944[23]
- L'U-843 prend la mer le 18 février 1944 et coule le cargo britannique Nebraska avant d'arriver à Jakarta le 11 juin[13]
- L'U-490 prend la mer le 6 mai 1944 en configuration de pétrolier avec à son bord une cargaison de fournitures, pièces de rechange et matériel électronique. Il est coulé par un avion de l'USS Croatan le 12 juin 1944[24]
- L'U-860 prend la mer le 11 avril 1944 et est coulé dans l'Atlantique Sud par un avion de l'USS Solomons le 15 juin[19]

- L'I-29 prend la mer le 16 avril 1944 avec à son bord 10 machines Enigma et la dernière technologie radar allemande. Il est torpillé par l'USS Sawfish le 26 juillet 1944[21]
- L'U-537 prend la mer le 25 mars 1944 et atteint Jakarta le 2 août[21]
- L'U-181 prend la mer le 16 mars 1944 et coule les cargos britanniques Tanda, Janeta et King Frederick et le néerlandais Garoet, avant d'arriver à Penang le 8 août[13]
- L'U-196 prend la mer le 16 mars 1944 et coulé le cargo britannique Shahzada, avant d'arriver à Penang le 10 août[21]
- L'U-198 prend la mer le 20 avril 1944 et coule le cargo sud-africain Columbine, les britanniques Director, Empire City et Empire Day avant d'être coulé dans l'océan Indien le 12 août 1944 par un groupe hunter-killer de la Royal Navy constitué autour des porte-avions d'escorte Shah et Begum[20]
- L'U-180 prend la mer en configuration de pétrolier le 20 août 1944 et est coulé par des mines en quittant le port[21]
- L'U-862 prend la mer le 3 juin 1944 et coule cinq navires avant d'arriver à Penang le 9 septembre[13]
- L'U-861 prend la mer le 20 avril 1944 et coule le cargo brésilien Vital de Oliveira, le Liberty ship américain William Gaston, le cargo britannique Berwickshire et le grec Toannis Fafalios avant d'arriver à Penang 22 septembre[13]
- L'U-859 prend la mer le 4 avril 1944 avec une cargaison de mercure à son bord et coule le cargo panaméen Colin, le Liberty ship américain John Berry et le cargo britannique Troilus, avant d'être torpillé au large de Penang par le HMS Trenchant le 23 septembre[21]
- L'U-871 prend la mer le 31 août 1944 et est coulé par un B-17 de la RAF le 26 septembre 1944[21]
- L'U-863 a prend la mer le 26 juillet 1944 et est coulé par PB4Y le 29 septembre[19]
- L'U-219 prend la mer avec une cargaison de fret le 23 août 1944 et atteint Jakarta le 11 décembre[13]
- L'U-195 prend la mer en configuration de pétrolier le 20 août 1944 et atteint Jakarta le 28 décembre[13]
- L'U-864 prend la mer avec une cargaison de mercure à son bord, des plans et des pièces pour les chasseurs Messerschmitt Me 163 et Me 262 le 5 février 1945, avant d'être torpillé par le HMS Venturer le 9 février[21]
- L'U-234 prend la mer en transportant 74 tonnes de plomb, 26 tonnes de mercure, 12 tonnes d'acier, sept tonnes de verre optique, 43 tonnes de plans d'aéronefs et de pièces, 560 kg d’oxyde d’uranium et un Me 262 démonté le 1er avril 1945. Il rejoint le chantier naval de Portsmouth où il se rend à la fin de la guerre[25]

## Patrouilles sous-marines à Penang
Les patrouilles sous-marines depuis Penang étaient à l'origine menées le long des routes commerciales lors du transport de matériel stratégique vers l’Europe. Beaucoup d’entre-elles ont été annulées après la hausse des pertes des navires de ravitaillement en carburant dans l’Atlantique Sud.
- L'I-30 prend la mer le 22 avril 1942 et atteint la France le 2 août
- L'I-8 prend la mer le 27 juin 1943 avec à son bord du tungstène et un équipage supplémentaire pour l' U-1224, et atteint la France à la fin du mois d'août 1943[12]
- L'I-34 prend la mer le 12 novembre 1943 et est torpillé par le HMS Taurus le lendemain[26]
- L'U-178 prend la mer le 27 novembre 1943 avec à son bord une cargaison de 121 tonnes d'étain, 30 tonnes de caoutchouc et deux tonnes de tungstène. Il coule le Liberty ship américain Jose Navarro avant d’atteindre la France le 25 mai[21]
- L'I-29 prend la mer le 16 décembre 1943 avec à son bord une cargaison de caoutchouc, tungstène et deux tonnes d'or. Il arrive en France le 11 mars 1944[27]
- L'U-532 prend la mer le 4 janvier 1944 avec à son bord une cargaison d'étain, caoutchouc, tungstène, quinine et d'opium. Il coule le Liberty ship américain Walter Camp et deux autres navires avant de retourner à Penang après le naufrage du pétrolier Brake[21]
- L'U-188 prend la mer le 9 janvier 1944 avec à son bord une cargaison d'étain, caoutchouc, tungstène, quinine et d'opium. Il coule sept cargos britanniques avant d'atteindre la France le 19 juin[21]
- L'U-168 prend la mer le 28 janvier 1944 avec à son bord 100 tonnes d'étain, tungstène, quinine et d'opium. Il coule un cargo grec et le navire de réparation britannique Salviking avant de rentrer à Jakarta après le naufrage du pétrolier Brake[21]
- Le Comandante Cappellini prend la mer vers la France en configuration cargo sous le nom de UIT-24 avec à son bord environ 130 tonnes de caoutchouc, 60 tonnes de zinc, cinq tonnes de tungstène, 2 tonnes de quinine et 2 tonnes d'opium le 9 février 1944. Il retourne cependant à Penang après le naufrage du pétrolier Brake[21]
- L'U-183 prend la mer le 10 février 1944 avec à son bord une cargaison d'étain, caoutchouc, tungstène, quinine et d'opium. Il coule le cargo britannique Palma, le pétrolier britannique British Loyalty et le cargo britannique Helen Moller, avant de rentrer à Penang après le naufrage du pétrolier Brake[21]
- Le Giuliani prend la mer vers la France en configuration cargo sous le nom UIT-23 le 15 février 1944 avant d'être torpillé trois jours plus tard par le HMS Tally-Ho[21]
- L'I-52 prend la mer vers la France en configuration cargo le 23 avril 1944 avec à son bord une cargaison comprenant deux tonnes d'or. Il est coulé par Grumman TBF Avengers de l'USS Bogue le 23 juin 1944[21]
- L'U-183 prend la mer le 17 mai 1944 et coule un navire avant de retourner à Penang le 7 juillet[13]
- L'U-1062 prend la mer pour la France le 6 juillet 1944 en configuration cargo et est coulé dans l'Atlantique le 5 octobre[13]
- L'U-168 prend la mer le 4 octobre 1944 et est torpillé deux jours plus tard par le HNLMS Zwaardvisch[20]
- L'U-181 prend la mer le 19 octobre 1944 et coule un navire avant de retourner à Jakarta le 5 janvier 1945[21]
- L'U-537 prend la mer le 8 novembre 1944 et est torpillé le lendemain par l'USS Flounder (SS-251)[21]
- L'U-196 prend la mer le 11 novembre 1944 et disparaît en traversant probablement un champ de mines allié[21]
- L'U-862 prend la mer le 18 novembre 1944 et coule deux navires au cours de l'unique patrouille allemande sous-marine du Pacifique avant de revenir à Jakarta le 15 février 1945[28]
- L'U-843 prend la mer pour la Norvège le 10 décembre 1944 et est coulé dans le Cattégat par un Mosquito de la RAF le 2 avril 1945[21]
- L'U-510 prend la mer pour la Norvège le 6 janvier 1945 avec à son bord 150 tonnes de tungstène, d'étain, caoutchouc, molybdène et de caféine. Il coule le cargo canadien Point Pleasant Park avant de se rendre en France[21]
- L'U-532 prend la mer pour la Norvège le 13 janvier 1945 avec à son bord 110 tonnes d'étain, huit tonnes de tungstène, huit tonnes de caoutchouc, quatre tonnes de molybdène et de plus petites quantités de sélénium, de quinine et de cristaux. Il coule le cargo britannique Baron Jedburgh et le pétrolier américain Oklahoma avant de rejoindre Liverpool après la fin de la guerre[21]
- L'U-861 prend la mer le 14 janvier 1945 avec à son bord 144 tonnes de tungstène, d'iode, d'étain et de caoutchouc. Il atteint la Norvège le 18 avril[21]
- L'U-195 prend la mer pour la Norvège le 17 janvier 1945 en configuration de pétrolier mais revient à Jakarta le 3 mars après une avarie moteur[21]
- L'U-183 prend la mer le 24 avril 1945 et est torpillé deux jours plus tard par l'USS Besugo (SS-321)[21]

## Prise des navires par les Japonais
Six navires restants sur le territoire japonais ont été repris par la marine impériale japonaise après la capitulation de l'Allemagne en mai 1945.
- L'U-181 devient l'I-501 et est démoli à Singapour après la capitulation du Japon
- L'U-862 devient l''I-502 et est démoli à Singapour après la capitulation du Japon
- L’UIT-24 (à l’origine Comandante Cappellini, puis Aquilla III) devient l'I-503. Il est amarré à Kobe lors de la capitulation du Japon et est sabordé par la marine américaine dans le canal de Kii
- L’UIT-25 (à l'origine Torelli) devient l'I-504. Il est amarré à Kobe lors de la capitulation du Japon et est sabordé par la marine américaine dans le canal de Kii
- L'U-219 devient l'I-505 et est démoli à Jakarta après la capitulation du Japon
- L'U-195 devient l'I-506 et est démoli à Jakarta après la capitulation du Japon